# Rajd Wisły 1967
17. Rajd Wisły – 17. edycja Rajdu Wisły. Był to rajd samochodowy rozgrywany od 29 do 30 września  1967 roku. Była to czwarta runda Rajdowych Samochodowych Mistrzostw Polski w roku 1967. Rajd składał się z 4 odcinków specjalnych i 3 prób szybkości górskiej. Został rozegrany na nawierzchni asfaltowej. Zwycięzcą rajdu został Sobiesław Zasada.

## Wyniki końcowe rajdu[1][2]
| Miejsce | Kierowca         | Pilot               | Samochód          | Czas | Strata | Grupa Klasa |
| ------- | ---------------- | ------------------- | ----------------- | ---- | ------ | ----------- |
| 1       | Sobiesław Zasada | Ewa Zasada          | Porsche 912       | 9:10 | -      | B3          |
| 2       | Henryk Ruciński  | Adam Wędrychowski   | Volvo 144 S       |      |        | B3          |
| 3       | Antoni Weiner    | Jan Karel           | Steyr Puch 650 TR | 9:25 | +15    | B1/B2       |
| 4       | Adam Smorawiński | Piotr Kolasiński    | BMW 1600 TI       |      |        | B3          |
| 5       | Stanisław Dalka  | Piotr Mystkowski    | NSU 1000          |      |        |             |
| 6       | Ryszard Kopczyk  | Mieczysław Biliński | Alfa Romeo 1600   |      |        |             |